# Mount Airy (Maryland)
Pour les articles homonymes, voir Mount Airy (homonymie).
Mount Airy est une ville de l'État américain du Maryland, située à cheval entre les comtés de Carroll et de Frederick. Selon le recensement de 2010, sa population est de 9 288 habitants.